# Храм 2000-річчя Різдва Христового (Чернігів)
Храм 2000-ліття Різдва Христового — новий православний комплекс, що включає Храм 2000-ліття Різдва Христового, малий храм на честь ікони Божої Матері «Живописне джерело» (освячений у квітні 1996 р.) і будівлі недільної школи (1997 р.). Розташований у мікрорайоні Масани, на вулиці Незалежності.
Найбільша будівля комплексу — Храм 2000-ліття Різдва Христового, який був освячений у перші дні 2001 року.